# UFC Fight Night: Swanson vs. Ortega
UFC Fight Night: Swanson vs. Ortega, noto anche come UFC Fight Night 123, è stato un evento di arti marziali miste tenuto dalla Ultimate Fighting Championship il 9 dicembre 2017 al Save Mart Center di Fresno, negli Stati Uniti.
È il primo evento dell'organizzazione nella città di Fresno.

## Risultati
|                                   | Divisione            |                    |                 |                     | Metodo                                      | Round           | Tempo           | Premio          |
| Card Principale                   | Card Principale      | Card Principale    | Card Principale | Card Principale     | Card Principale                             | Card Principale | Card Principale | Card Principale |
| --------------------------------- | -------------------- | ------------------ | --------------- | ------------------- | ------------------------------------------- | --------------- | --------------- | --------------- |
|                                   | Pesi piuma           | Brian Ortega       | batte           | Cub Swanson         | Sottomissione (ghigliottina)                | 2               | 3:22            | POTN, FOTN      |
|                                   | Pesi piuma           | Gabriel Benítez    | batte           | Jason Knight        | Decisione unanime (30-26, 30-26, 29-27)     | 3               | 5:00            |                 |
|                                   | Pesi gallo           | Marlon Moraes      | batte           | Aljamain Sterling   | KO (ginocchiata)                            | 1               | 1:07            | POTN            |
|                                   | Pesi leggeri         | Scott Holtzman     | batte           | Darrell Horcher     | Decisione unanime (30-27, 30-27, 30-27)     | 3               | 5:00            |                 |
|                                   | Pesi medi            | Eryk Anders        | batte           | Markus Perez        | Decisione unanime (30-26, 30-25, 29-28)     | 3               | 5:00            |                 |
|                                   | Pesi gallo           | Benito Lopez       | batte           | Albert Morales      | Decisione unanime (30-27, 29-28, 29-28)     | 3               | 5:00            |                 |
| Card Preliminare (Fox Sports 1)   |                      |                    |                 |                     |                                             |                 |                 |                 |
|                                   | Pesi mosca femminili | Alexis Davis       | batte           | Liz Carmouche       | Decisione non unanime (29-28, 28-29, 29-28) | 3               | 5:00            |                 |
|                                   | Pesi gallo           | Andre Soukhamthath | batte           | Luke Sanders        | KO tecnico (pugni)                          | 2               | 1:06            |                 |
|                                   | Pesi gallo           | Alex Perez         | batte           | Carls John de Tomas | Sottomissione (anaconda choke)              | 2               | 1:54            |                 |
|                                   | Pesi gallo           | Frankie Saenz      | batte           | Merab Dvalishvili   | Decisione non unanime (29-28, 28-29, 29-28) | 3               | 5:00            |                 |
| Card Preliminare (UFC Fight Pass) |                      |                    |                 |                     |                                             |                 |                 |                 |
|                                   | Pesi gallo           | Alejandro Pérez    | batte           | Iuri Alcântara      | Decisione unanime (30-27, 29-28, 29-28)     | 3               | 5:00            |                 |
|                                   | Pesi leggeri         | Davi Ramos         | batte           | Chris Gruetzemacher | Sottomissione (rear-naked choke)            | 3               | 0:50            |                 |
|                                   | Pesi medi            | Trevin Giles       | batte           | Antônio Braga Neto  | KO (pugni)                                  | 3               | 2:27            |                 |

## Premi
I lottatori premiati ricevettero un bonus di 50.000 dollari.
Legenda:
- FOTN: Fight of the Night (vengono premiati entrambi gli atleti per il miglior incontro dell'evento)
- POTN: Performance of the Night (viene premiato il vincitore per la migliore performance dell'evento)